# Mickey postier du ciel
Pour plus de détails, voir Fiche technique et Distribution.
Mickey postier du ciel (The Mail Pilot) est un dessin animé de Mickey Mouse produit par Walt Disney pour United Artists et sorti le 13 mai ou 13 juin 1933.

## Synopsis
Mickey est un pilote de l'aéropostale et se voit confier la livraison d'un coffre rempli d'argent. Son trajet est difficile, car il lutte contre la pluie et la neige. Mais son plus grand ennemi est le pirate de l'air Pat Hibulaire, dont l'avion est équipé d'une mitrailleuse et d'un fusil harpon. Le combat fait rage et Mickey perd les ailes de son avion et son moteur. Il parvient à transformer un porte-manteau en une hélice d'hélicoptère, ce qui lui permet d'avoir un moyen pour garder son altitude. Mais le harpon de Pat a accroché Mickey. L'avion de ce dernier se dirige vers un clocher et permet à Mickey de détruire l'avion de Pat. 
Peu après, Mickey délivre l'argent à Minnie, tandis que la police arrête Pat le bandit.

## Fiche technique
- Titre original : The Mail Pilot
- Autres Titres[1] :
  - Allemagne : Der Postflieger
  - Danemark : Mickey som postflyver
  - France : Mickey postier du ciel
  - Suède : Postflygaren, Spökflygaren
- Série : Mickey Mouse
- Réalisateur : David Hand
- Animateur : Johnny Cannon, Les Clark, Chuck Couch, Jack Cutting, Joe D'Igalo, Nick George, Hardie Gramatky, Jack Kinney, Hamilton Luske, Tom Palmer, Leonard Sebring, Dick Williams, Roy Williams
- Voix : Walt Disney (Mickey), Marcellite Garner (Minnie)
- Musique : Bert Lewis
- Producteur : Walt Disney, John Sutherland
- Distributeur : United Artists
- Date de sortie : 13 mai[2] ou 13 juin[1] 1933
- Format d'image : Noir et Blanc
- Son : Mono RCA Photophone
- Durée : 8 min
- Langue : (en)
- Pays :  États-Unis

## Commentaires
Ce film pourrait être la suite logique de la passion pour l'aviation qui a pris Mickey dans Plane Crazy (1928).
Le soleil souriant apparaissant dans ce film est semblable à celui de la Silly Symphony L'Arche de Noé (1933) et du court métrage The Hot Chocolate Soldiers (1934).